# 源平闘諍録
『源平闘諍録』（げんぺいとうじょうろく）は、軍記物語のひとつ。一般的に『平家物語』の異本と見なされている。

## 概要
延慶本に近い形態で、『平家物語』読み本系諸本の中では珍しく漢文表記（真字本）であり、巻一上下、巻五、巻八上下のみが現存している。
他の『平家物語』諸本と比較し平将門、千葉氏など坂東八平氏の武勲物語や妙見信仰に関する大幅な改作が見られ、その内容から後世のある時期に特定の目的をもって述作されたものと推察できる。このことから、坂東八平氏ひいては千葉氏宗家の系譜の正当性を主張し一族の再結集を図るため千葉氏関係者によって書かれたもの、とする見解が近年有力となっている。現存していない部分は改作を必要としないので、元々存在しなかったとみる説もある。冒頭の「祇薗精舎の鐘の声……」は他の『平家物語』と同じだが、「其の先祖を尋ぬれば、……」以降に独自の増補がみられ、忠盛・清盛に至る国香流伊勢平氏の記述は粗略であり混乱さえ認められるのに対し、他の諸本にはない良文について記述の多くを割き、北条氏の家系にまで及んでいる。この増補部分が解説の役割を果たさずかえって物語の進行を阻害しており、滅び行く平家よりも坂東の武士団の活躍に力点が置かれた特異な作品である。
現存本の巻一下奥書に建武4年（1337年）2月8日書写とありこれを疑わねばならない理由はなく、南北朝時代初期には成立していたとみられている。建治元年（1275年）頼胤が没し代わって宗胤が九州に下ったことから千葉氏の宗家を巡る争いが起こり、そして建武3年（1336年）10月南朝方についた当主の貞胤が北朝方に降伏したものの、11月19日に従兄の千田胤貞が急死したため下総国守護を安堵され、かろうじて宗家を守った時代でもあり、この宗家分裂の危機の時代に述作されたものと考えられている。またそれ以前、宝治合戦による常秀流の滅亡をきっかけに千葉氏の弓箭神が八幡神から妙見菩薩に代わり、妙見信仰と千葉氏にまつわる説話が創作されたとする見解があり巻五についてはこの時代に述作されたとも推定されている。宗家を継いだ成胤をしのぐ弟常秀の台頭による一族分裂の危機があり宝治合戦でその子秀胤が討たれ、成胤の子孫の千葉介家を中心に一族の再結集を図るため幼い当主頼胤を擁した千葉氏により創作された説話であるとし、頼胤の叔父であり舅である千田泰胤の関与を想定する考えもある。
治承・寿永の乱の後100年を経た時代の作品であり史実に基づくものではないが、『平家物語』の翻案とされる部分には延慶本以前の古い形態も残り、緒戦に敗れた源頼朝の房総での動静を扱った「巻五」については『吾妻鏡』の曲筆が著しいこともあって、基本史料である『平家物語』や『吾妻鏡』を補うともされ、文学作品としてだけでなく歴史資料としての価値も検討に値するといわれている。